# Michal Paryzski
Michal Paryzski, född 28 april 1946 i Polen, död 8 mars 2019 i Boo distrikt, Stockholms län, var en polsk-svensk målare,
skulptör och tecknare.
Paryzski studerade konstlinjen vid lärarhögskolan och konst vid universitetet i Polen. Han medverkade i utställningar i Polen, Sverige, Spanien och Österrike. Paryzski bosatte i Sverige 1977. Hans konst består av ett nonfigurativt måleri och nonfigurativa skulpturer.